# Jules (bier)
Jules is een Belgisch fruitbier van hoge gisting.
Het bier wordt sinds 2006 gebrouwen in Brouwerij De Ryck te Herzele.

## Varianten
- Jules de Bananes, stroblond fruitbier met een alcoholpercentage van 4,9%
- Jules de Kriek, robijnrood fruitbier met een alcoholpercentage van 4,9%